# Aphelinus niger
Aphelinus niger är en stekelart som beskrevs av Girault 1913. Aphelinus niger ingår i släktet Aphelinus och familjen växtlussteklar. Inga underarter finns listade i Catalogue of Life.